# Grega Bole
Grega Bole (nascido em 13 de agosto de 1985) é um ciclista profissional esloveno. Atualmente compete para a equipe CCC-Sprandi-Polkowice.